# Gullabo kyrka

Gullabo kyrka är en kyrkobyggnad som tillhör Gullabo församling i Växjö stift. Kyrkan ligger i Gullabo kyrkby en och en halv mil väster om Torsås.

## Kyrkobyggnaden
Nuvarande träkyrka uppfördes 1804 efter ritningar av arkitekt Axel Almfelt och invigdes 1805. Den ersatte ett äldre träkapell från 1713 som hade blivit för litet. Första kyrkobyggnaden på platsen uppfördes redan på 1300-talet.
Kyrkan är byggd av liggtimmer och klädd med vitmålad locklistpanel. Den består av rektangulärt långhus med rakt avslutat kor i sydost. Bakom koret finns en sakristia och två smårum. Huvudingången finns vid nordvästra kortsidan. Vid sydöstra sidan finns separata ingångar till smårummen. Yttre tillbyggnader för sakristia och vapenhus saknas. Kyrkan har ett sadeltak belagt med tegel. På takets sydöstra sida vilar en liten takryttare i vilken kyrkklockorna har sin plats.
Storklockan är jämngammal med kyrkan. Lillklockan skänktes 1928 av församlingens ungdomskrets.

## Inventarier
- Altartavlan är målad 1856 av Sven Gustaf Lindblom och är en kopia av Leonardo da Vincis "Nattvarden".
- Predikstolen är placerad ovanför altaret. Dess nederdel kan härstamma från den ursprungliga altarpredikstolen byggd av Anders Friske. Vid kyrkans renovering 1900 fick predikstolen en överbyggnad.
- Ny fyrkantig altarringtillkom 1900.
- Dopfunten av trä skulpterad av 1928 Arvid Källström.
- Ett väggur är från 1880-talet.
- Nuvarande slutna bänkinredning är från 1950-talet.
- Orgelläktare med utsvängt mittstycke.

## Orgel

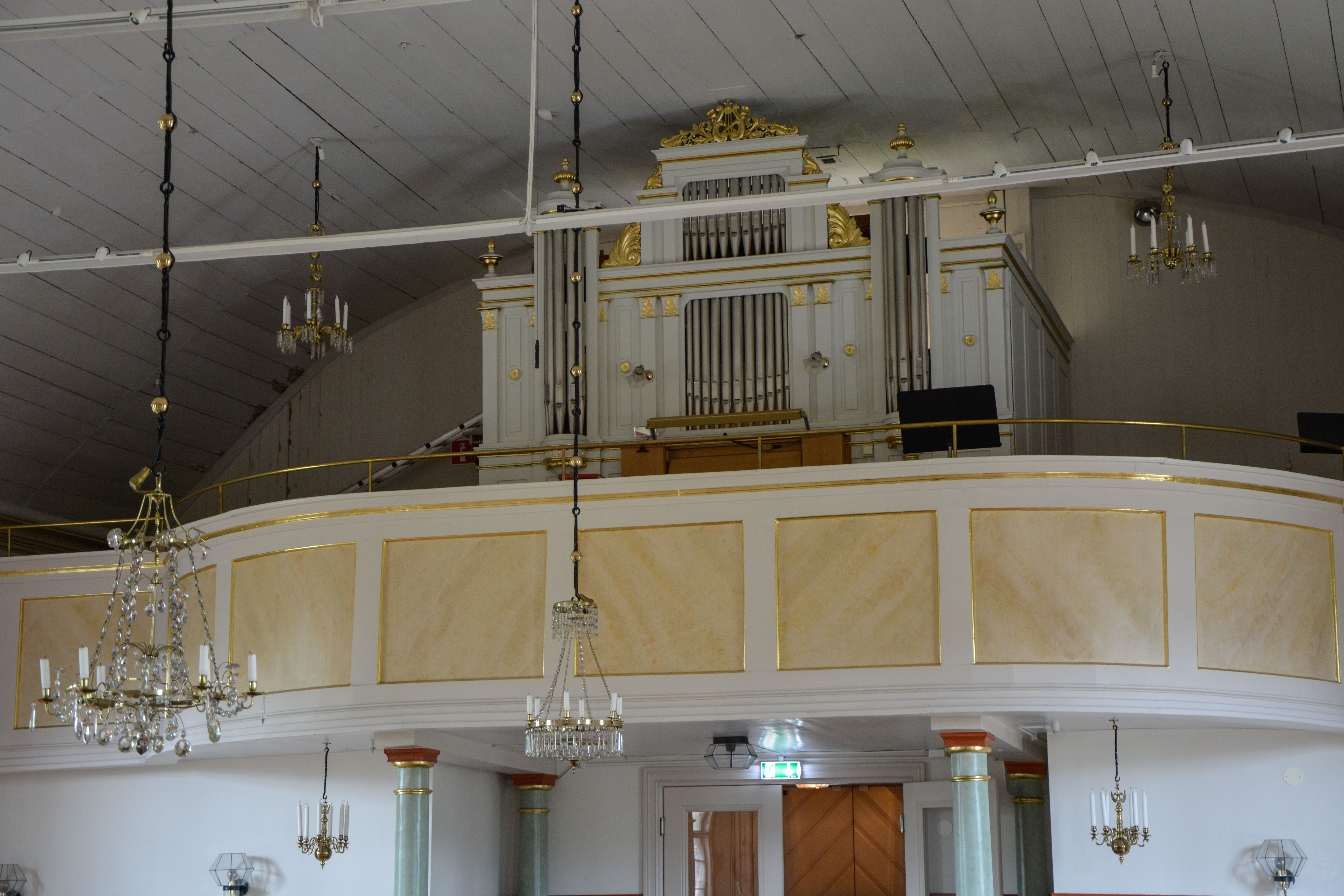
Läktarorgeln med 1882 års fasad.

- 1882 byggde Carl Elfström en orgel med fasad, 8 stämmor.
- 1938 installerades ett nytt orgelverk byggt av Grönvalls orgelbyggeri med 14 stämmor.
- 1970 ersattes Grönvalls orgelverk mot ett nytt byggt av A. Mårtenssons Orgelfabrik AB, Lund. 1882 års orgelfasad behölls. Orgeln är mekanisk.[2]

| Huvudverk I  | Svällverk II      | Pedal         |  |
| Gedackt 8’   | Rörflöjt 8’       | Subbas 16’    |  |
| Principal 4’ | Koppelflöjt 4’    | Gedackt 8’    |  |
| Waldflöjt 2’ | Principal 2’      | Kvintadena 4’ |  |
| Mixtur 3 ch  | Sesquialtera 2 ch |               |  |
|              | Scharf 2 ch       |               |  |

## Bildgalleri

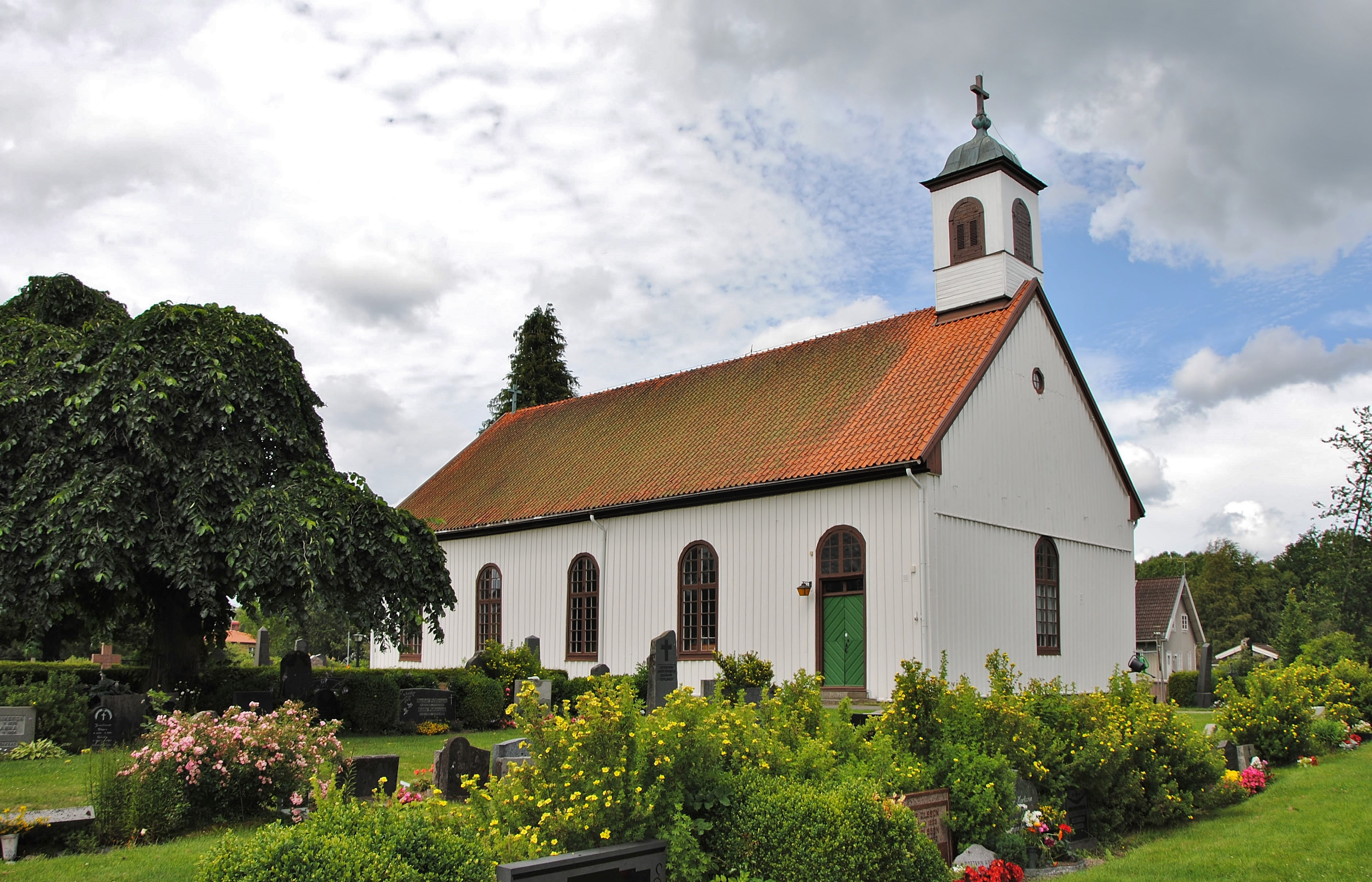
Kyrkan från sydöst
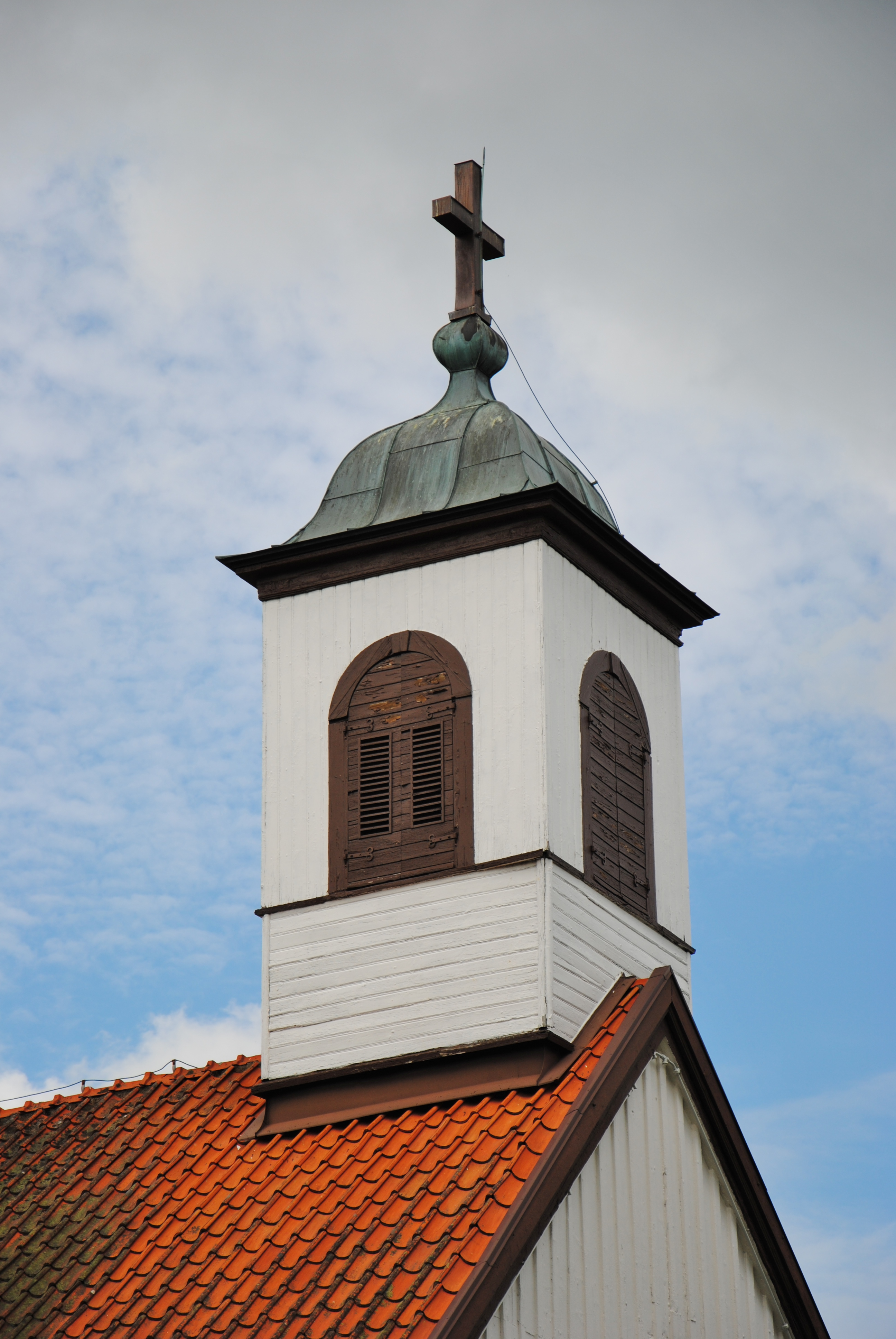
Takryttaren
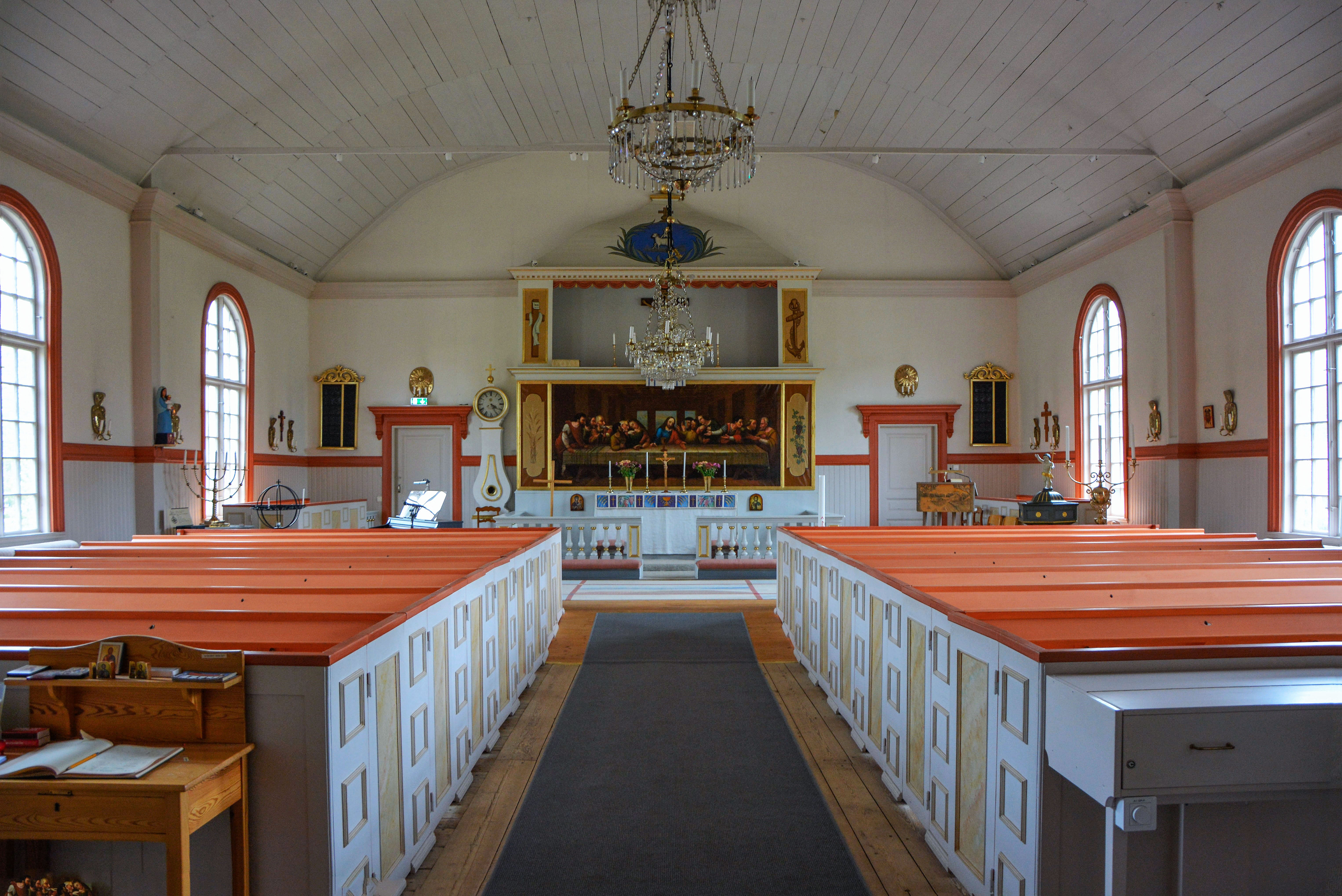
Interiör mot väster
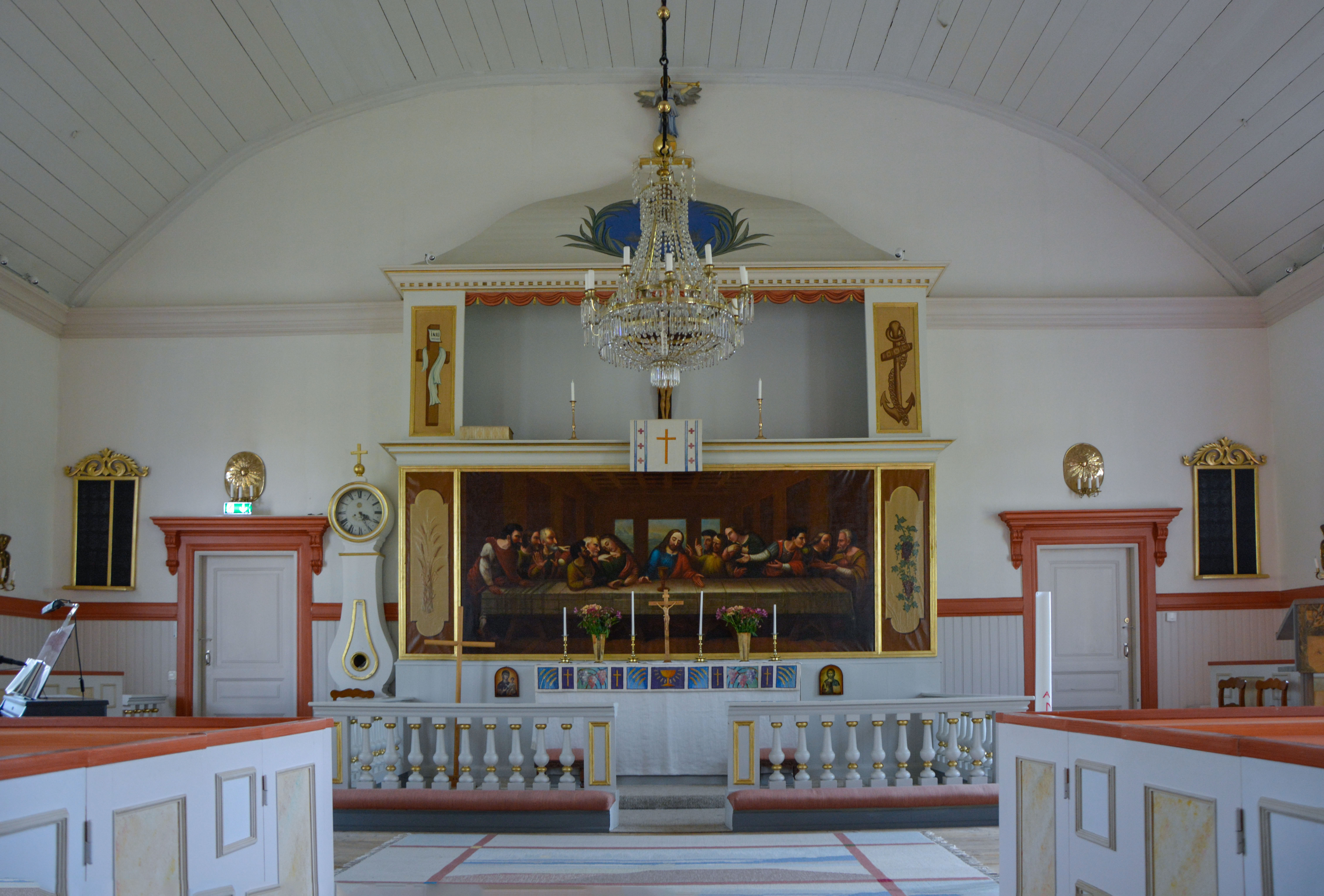
Koret med altaret och altarpredikstolen
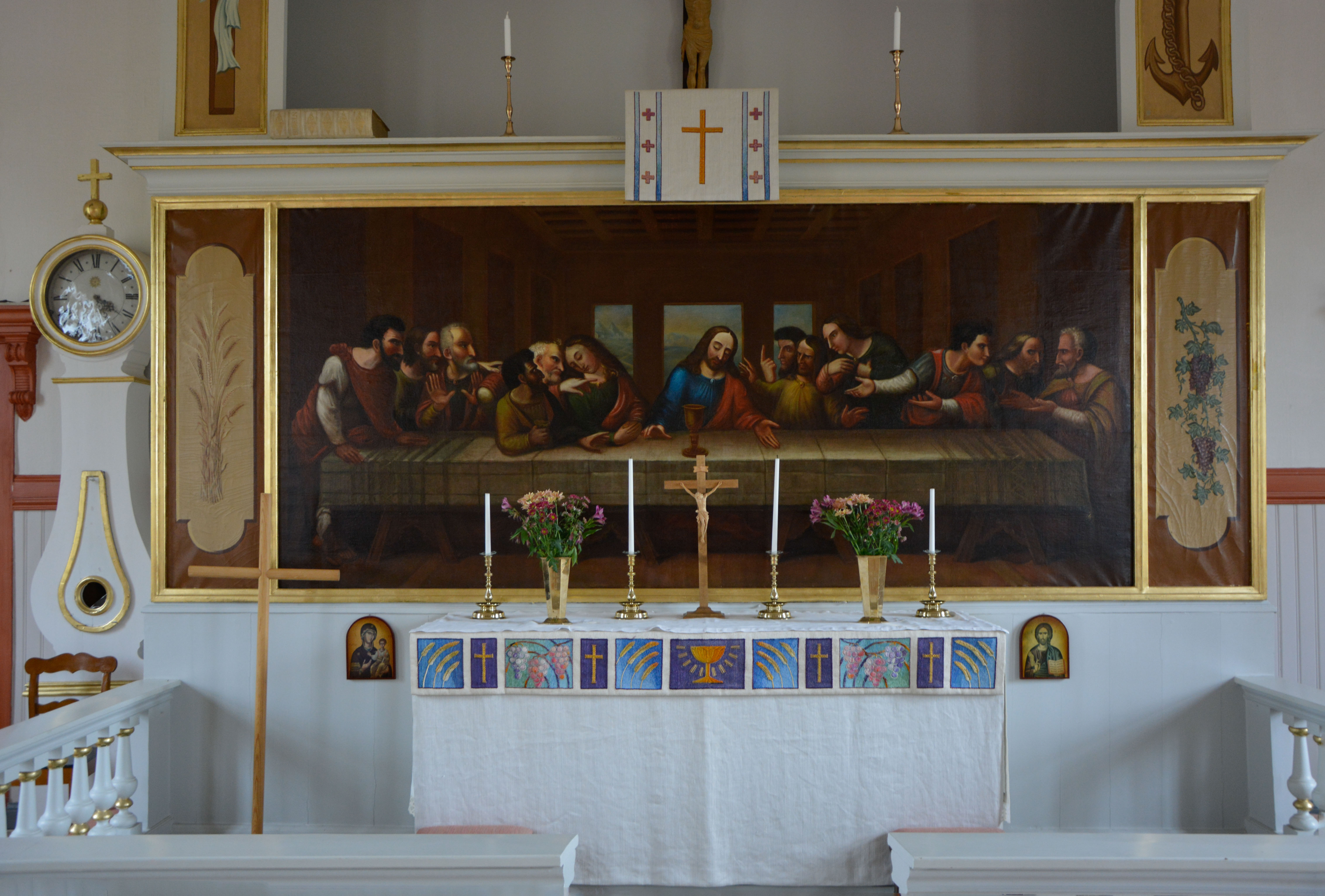
Altartavla av S.G. Lindblom
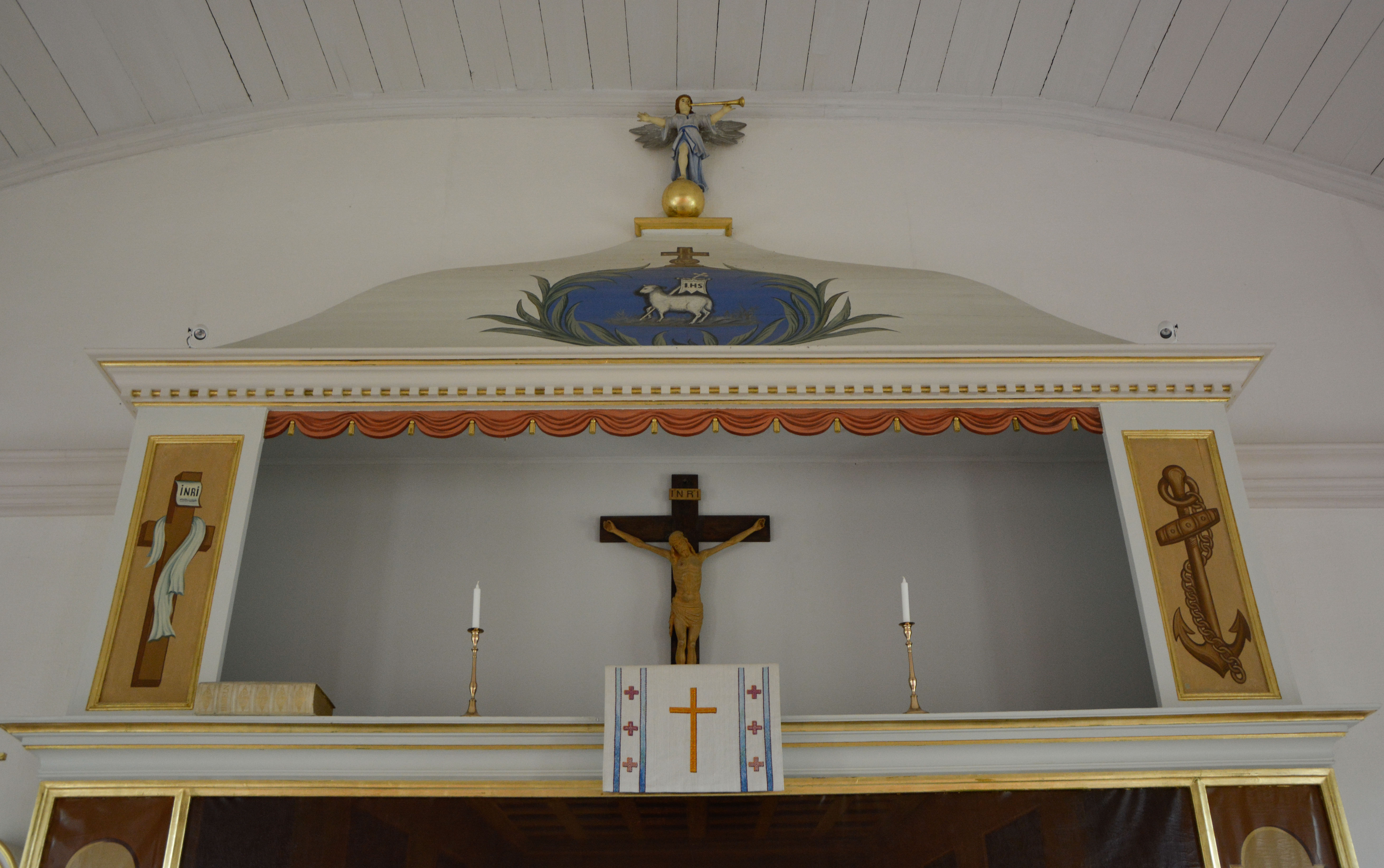
Altarpredikstolens baldakin
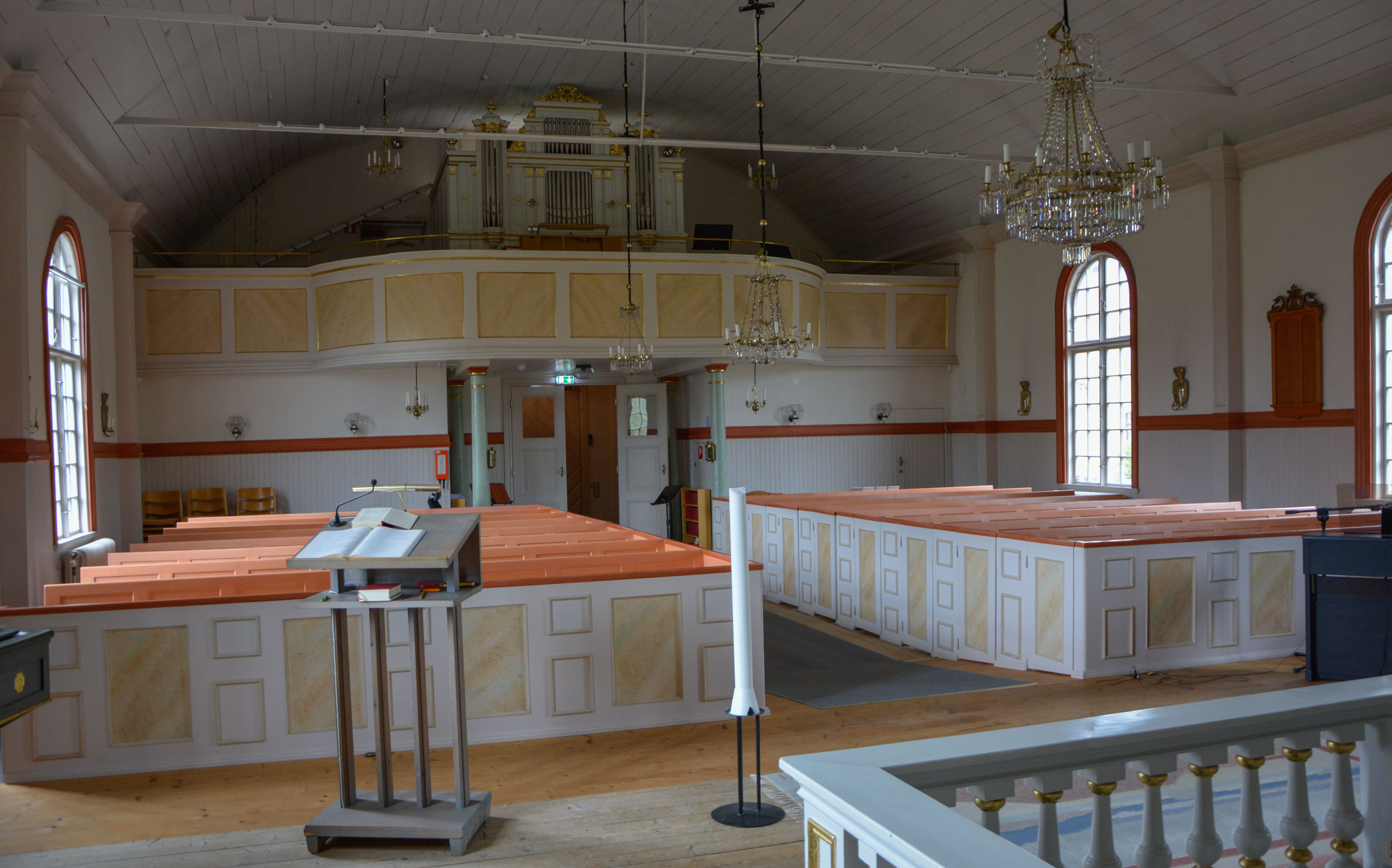
Kyrkorummet mot väster
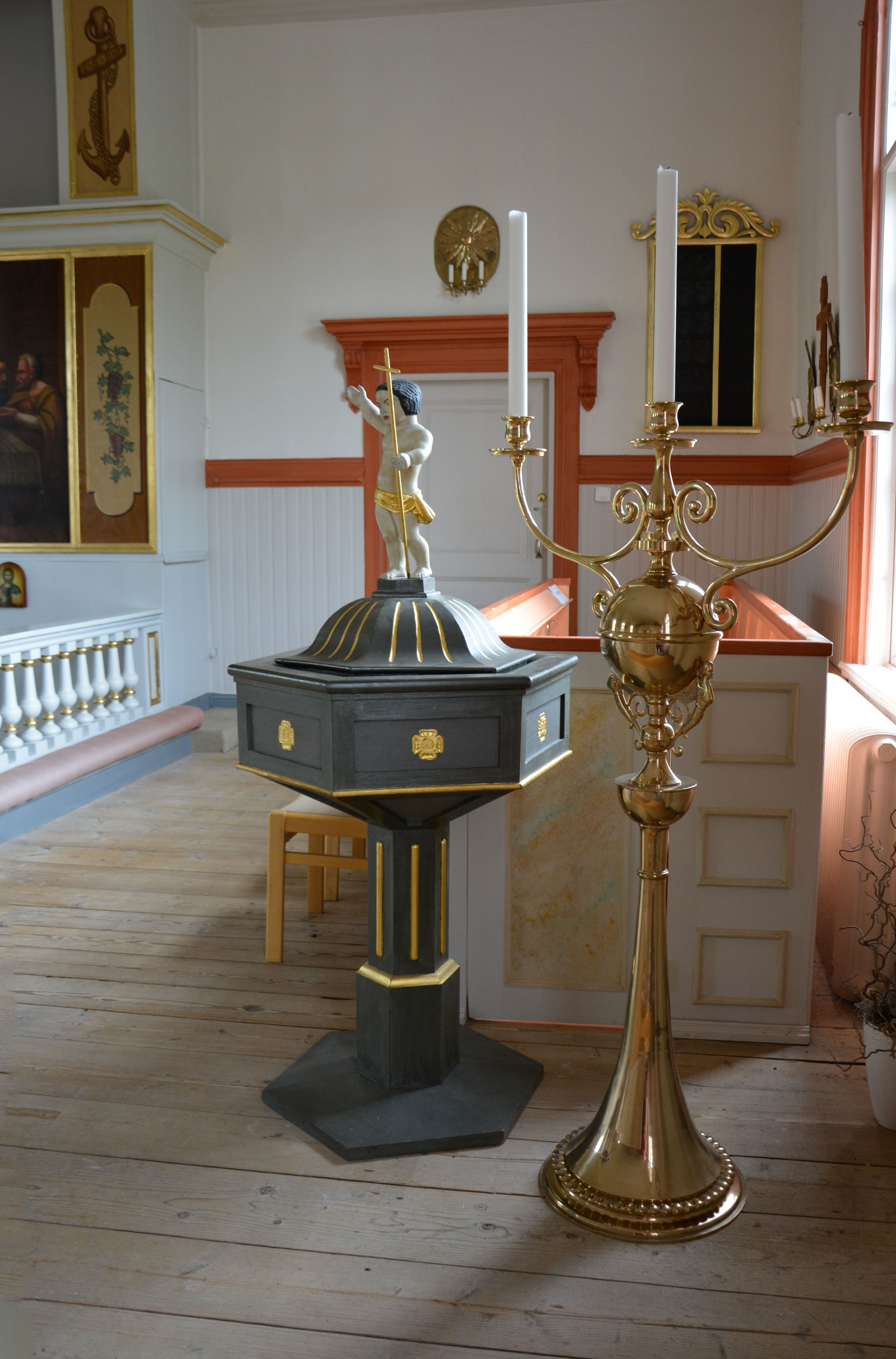
Dopfunt och trearmad ljusstake
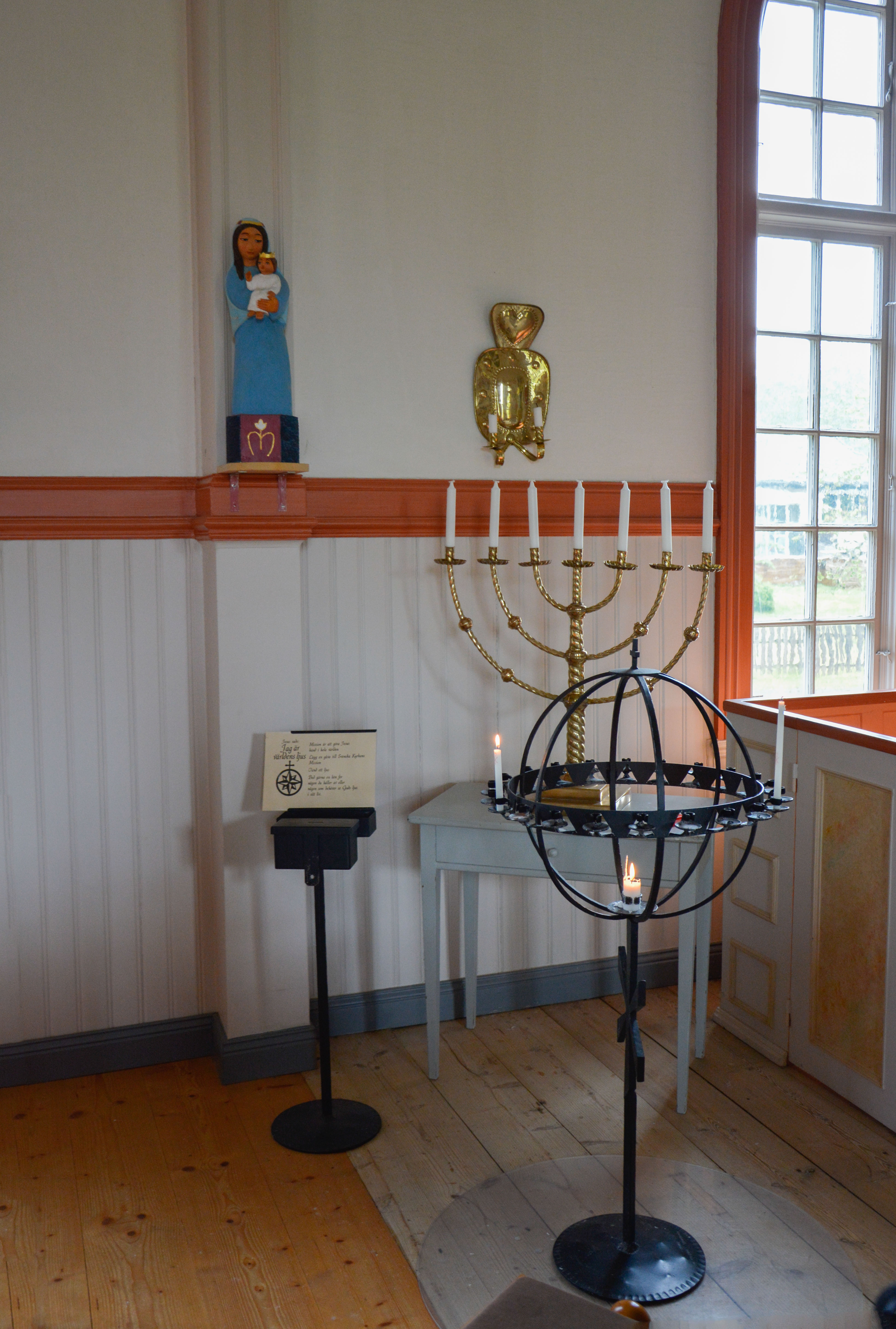
Ljusbärare
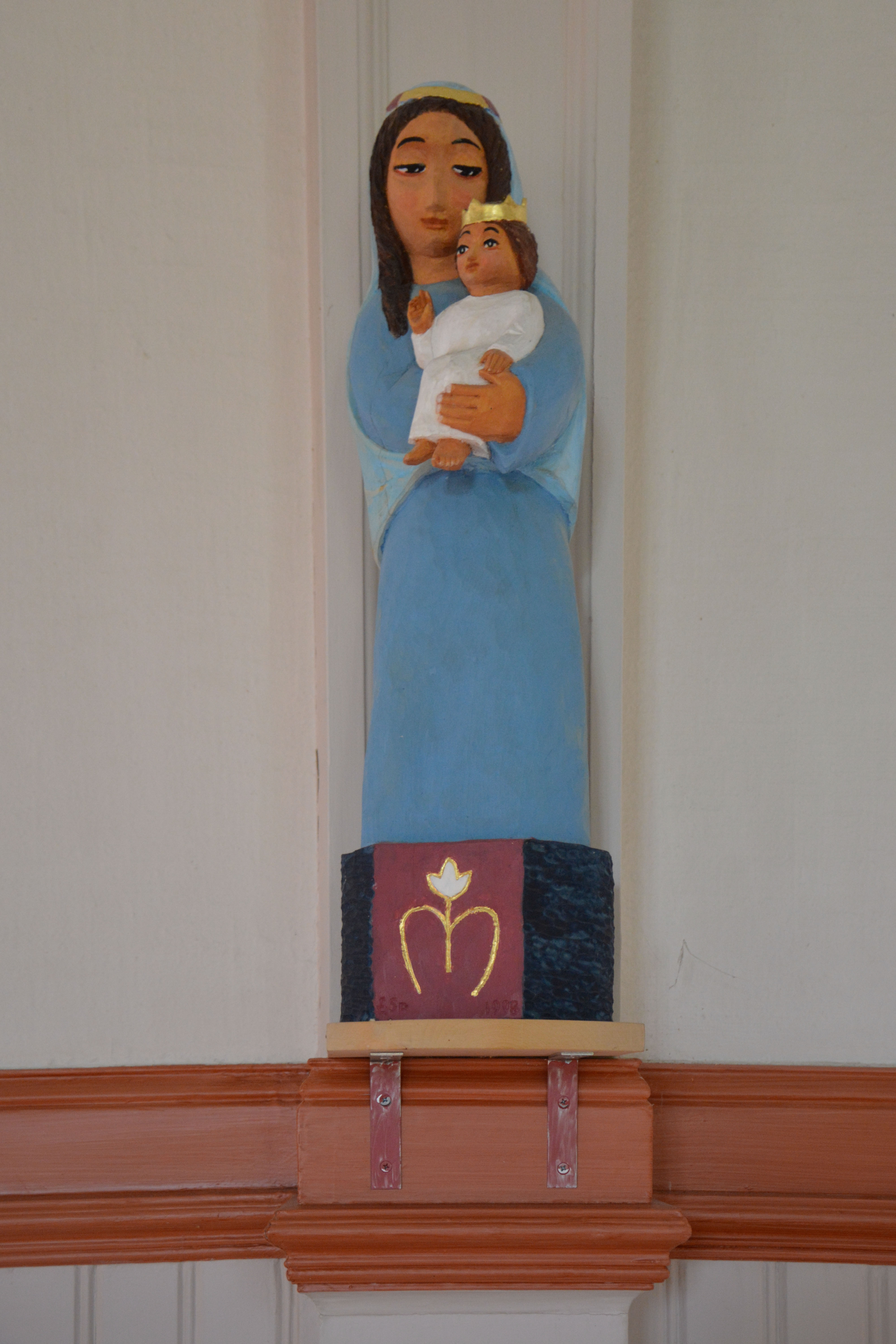
Mariabild
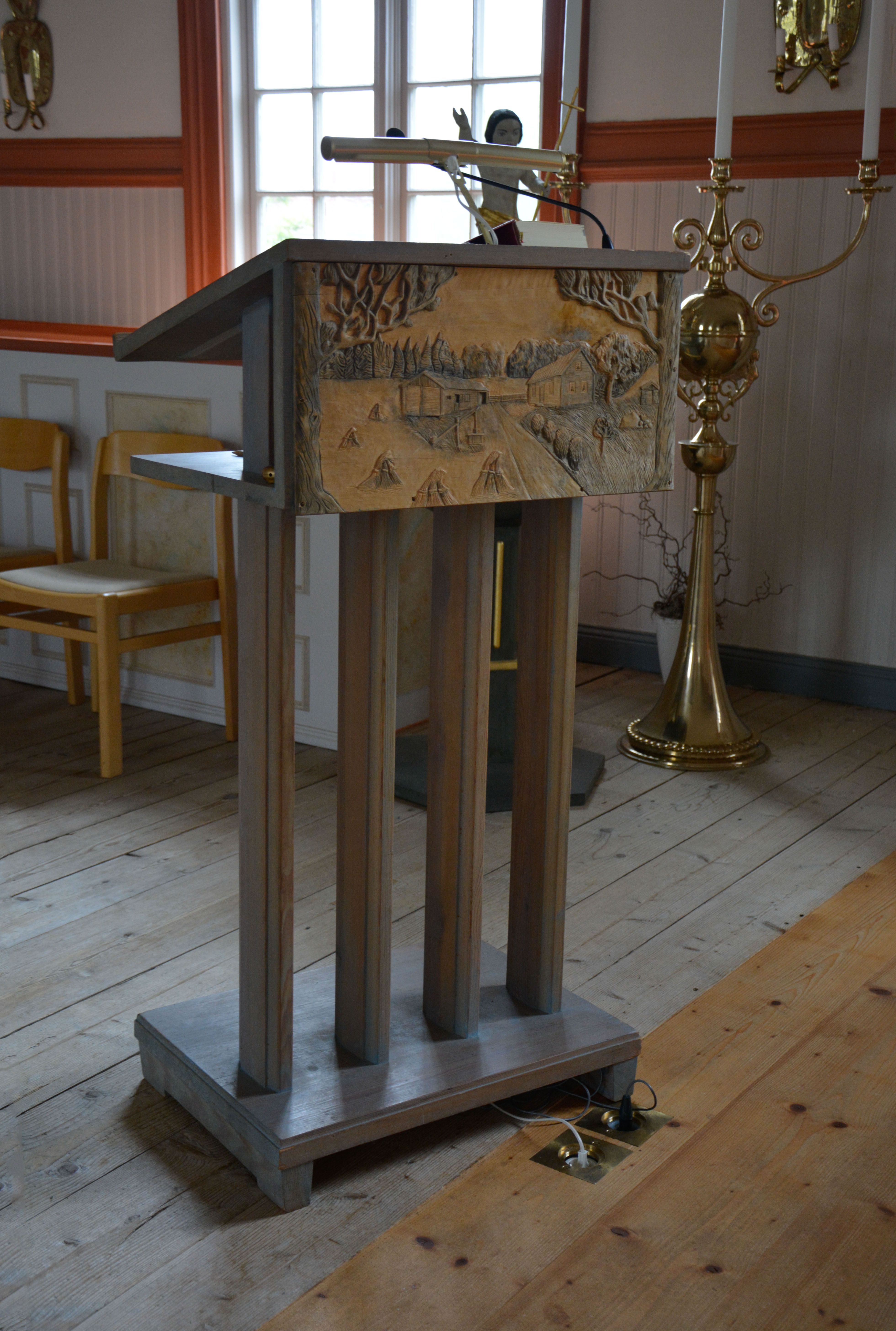
Ambo
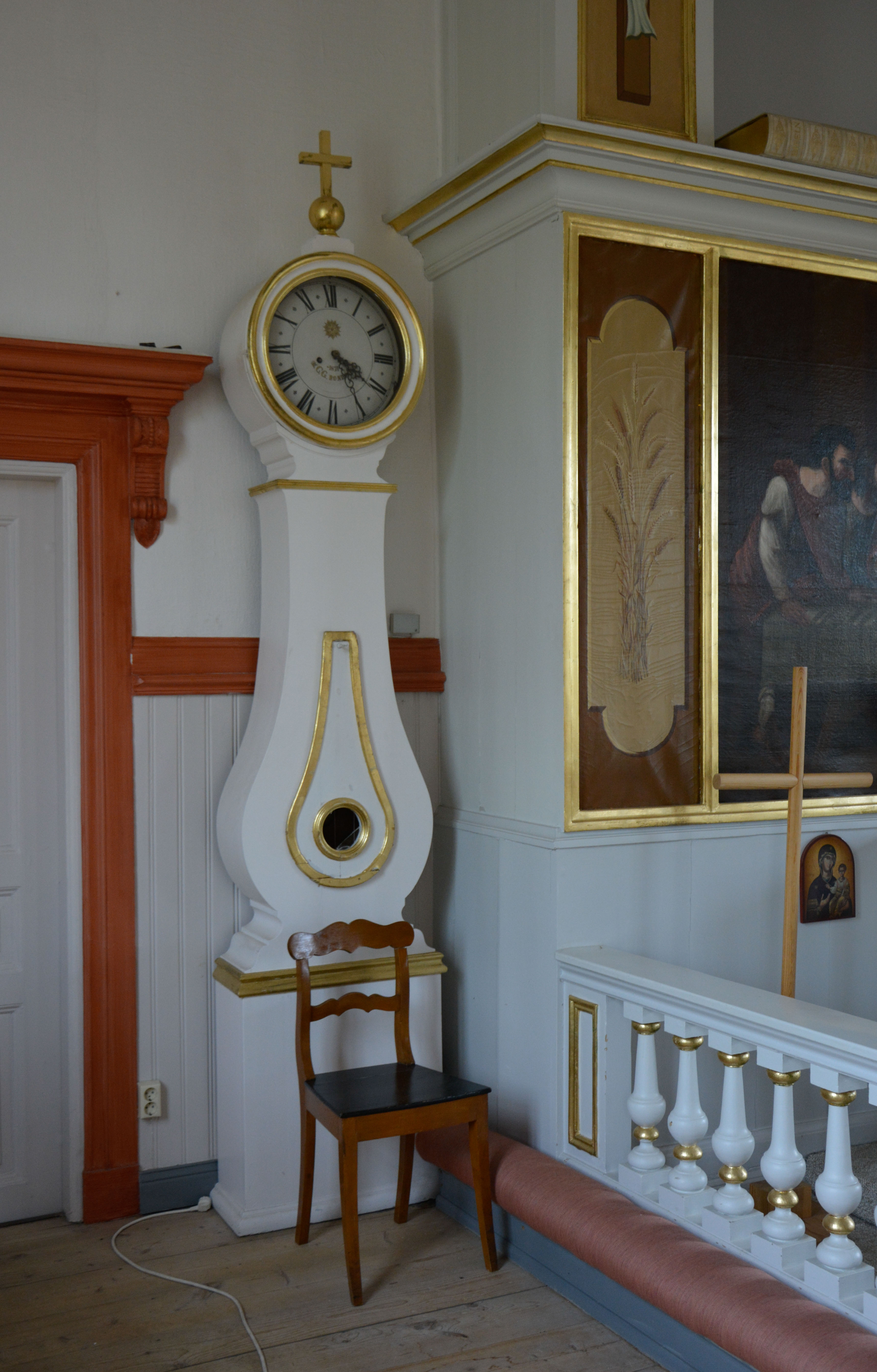
Golvur